# Sirka
Sirka là một census town ở quận Hazaribag ở bang Jharkhand.

## Cơ cấu dân số
Theo kết quả cuộc điều tra dân số năm 2001 ở Ấn ĐộIndia, Sirka có dân số 20.170. Nam giới chiếm 53% và nữ giới chiếm 47% dân số. Sirka có tỷ lệ biết chữ 57%, cao hơn mức trung bình của cả nước là 59,5%: trong đó tỷ lệ nam giới biết chữ là 66% và nữ giới là 46%. Ở Siuliban, 14% dân số dưới 6 tuổi.